# 邻二甲苯
邻二甲苯是苯邻位的两个氢被甲基取代后形成的化合物，化学式 C
6H
4(CH
3)
2。它是一种无色，微油状的可燃液体。

## 生产和用处
石油含有约 1%（重量计）的二甲苯。大多数的邻二甲苯是通过裂化石油生产的，裂化提供了芳香化合物，包括二甲苯的各种异构体。间二甲苯也会异构化为邻二甲苯。2000年，邻二甲苯的净产量约为50万吨。
邻二甲苯被大量用来制造苯酐，后者是许多材料、药物和其它化学品的前体。由于容易氧化，邻二甲苯的甲基很容易被卤化。当它和溴反应时，这些甲基被溴化成1,2-二(溴甲基)苯：
C6H4(CH3)2  +  2 Br2  →  C6H4(CH2Br)2  +  2 HBr

## 毒性和暴露
二甲苯的LD50（大鼠，口服）为 4300 mg/kg，效果因动物和二甲苯的异构体种类而异。人们对二甲苯的关注集中在其麻醉作用上。